# Ngan Dừa
Ngan Dừa là thị trấn huyện lỵ của huyện Hồng Dân, tỉnh Bạc Liêu, Việt Nam.

## Địa lý
Thị trấn Ngan Dừa nằm ở phía bắc huyện Hồng Dân, có vị trí địa lý:
- Phía đông giáp xã Ninh Hòa
- Phía tây giáp xã Vĩnh Lộc
- Phía nam giáp xã Lộc Ninh
- Phía bắc giáp tỉnh Hậu Giang.

Thị trấn Ngan Dừa có diện tích 15,62 km², dân số năm 2022 là 13.674 người, mật độ dân số đạt 875 người/km².

## Hành chính
Thị trấn Ngan Dừa được chia thành 6 ấp: Bà Hiên, Bà Gồng, Trèm Trẹm, Nội Ô (gồm 4 khu: 1A, 1B, 2, 3), Thống Nhất, Xẻo Quao.
| Mã bưu chính của các ấp và khu phố | Mã bưu chính của các ấp và khu phố | Mã bưu chính của các ấp và khu phố | Mã bưu chính của các ấp và khu phố |
| ---------------------------------- | ---------------------------------- | ---------------------------------- | ---------------------------------- |
| Số thứ tự                          | Tên ấp                             | Mã bưu chính                       |                                    |
| 1                                  | Ấp Bà Hiên                         | 962402                             |                                    |
| 2                                  | Ấp Bà Gồng                         | 962403                             |                                    |
| 3                                  | Ấp Trèm Trẹm                       | 962404                             |                                    |
| 4                                  | Ấp Nội Ô - Khu 1A                  | 962405                             |                                    |
| 4                                  | Ấp Nội Ô - Khu 1B                  | 962406                             |                                    |
| 4                                  | Ấp Nội Ô - Khu 2                   | 962407                             |                                    |
| 4                                  | Ấp Nội Ô - Khu 3                   | 962408                             |                                    |
| 5                                  | Ấp Thống Nhất                      | 962409                             |                                    |
| 6                                  | Ấp Xẻo Quao                        | 962410                             |                                    |

## Lịch sử